# إريك لاميلا
إريك مانويل لاميلا (بالإسبانية: Érik Manuel Lamela؛ المولود 4 مارس 1992) لاعب كرة قدم أرجنتيني‌